# Consolation Marriage
Consolation Marriage è un film del 1931 diretto da Paul Sloane.
È un film drammatico statunitense con Irene Dunne, Pat O'Brien e John Halliday.

## Produzione
Il film, diretto da Paul Sloane su una sceneggiatura di Humphrey Pearson e un soggetto di Bill Cunningham, fu prodotto da William LeBaron per la RKO Radio Pictures e completato il 5 agosto 1931.

## Distribuzione
Il copyright del film, richiesto dalla RKO Radio Pictures, Inc., fu registrato il 17 ottobre 1931 con il numero LP2579.
Il film fu distribuito negli Stati Uniti dal 15 ottobre 1931 (première a Hollywood) al cinema dalla RKO Radio Pictures. È stato distribuito anche in Brasile con il titolo Casamento de Consolação.

### Critica
Secondo Leonard Maltin il film è il "classico melodramma sul matrimonio" in cui si segnala il cast che risulterebbe "decisamente affascinante".